# Волынец, Алексей Николаевич
Алексе́й Никола́евич Волыне́ц (род. 5 января 1975 года, посёлок Болшево Московской области) — российский журналист и публицист, писатель. Один из основателей и лидеров НБП, главный редактор газеты «Лимонка» (1999—2007, закрылась). Автор биографии А. А. Жданова в серии ЖЗЛ.

## Биография
В октябре 1993 г. участвовал в защите Белого дома. Образование высшее юридическое[уточнить].

Логотип «Лимонки»

Публицист; был главным редактором газеты «Лимонка» с 1999 по 2007 год. Постоянный автор издания «Русская планета».
Член движения За правду. В 2016 году основатель и лидер партии «Другая Россия» Эдуард Лимонов сложил свои полномочия, назначив исполнять обязанности руководителя партии в частности Алексея Волынца. Он являлся членом исполкома партии «Другая Россия».
Автор биографии А. А. Жданова в книжной серии ЖЗЛ. «…Только в конце, когда Жданов умирает, Волынец выключает нацбола и превращается в нормального писателя», — отмечает Олег Кашин в рецензии. Рецензии на книгу также были в Литгазете и в газете «Книжное обозрение» № 25-26, 2013 (2373—2374) — автор: Всеволод Баронин.
Экспертное мнение А. Волынца рассматривалось при получившем резонанс опросе «Нужно ли было сдать Ленинград?» — в ответе на вопрос: «Что было бы, если бы Ленинград сдали немцам и финнам?»

## Публикации
Автор многих статей в «Лимонке», журнале «Профиль», агентстве ТАСС; также пишет стихи[значимость факта?] и прозу.
- 2007 год — выпустил составленную им книгу «Окопная правда чеченской войны» // М.: Яуза-Пресс;
- 2012 год — выпустил (совместно с Захаром Прилепиным) книгу «„Лимонка“ в тюрьму».
- Жданов. — М.: Молодая гвардия, 2013. — (Жизнь замечательных людей: сер. биогр.; вып. 1436). "Обратившей на себя внимание" назвал в серии эту биографию Арсений Замостьянов[16].
- «Деревянные пушки Китая. Россия и Китай — между союзом и конфликтом» («Издательство «Яуза», 2017). Высоко оценил книгу писатель Алексей Иванов[17].
- «Забытые войны России» («Издательство «АСТ», 2024).
- «Оленья кавалерия. Очерки о русских первопроходцах» («Издательство «АСТ», 2024), лауреат премии «Иду на грозу»[18].